# Sideritis hirsuta
La stregonia ligure (nome scientifico Sideritis hirsuta L., 1753) è una piccola pianta erbacea perenne dai fiori labiati appartenente alla famiglia delle Lamiaceae.

## Etimologia
Il nome generico (sideritis) deriva dalla parola greca "sideros" (= ferro) e indica una pianta utilizzata per sanare le ferite causate dalle armi di ferro. L'epiteto specifico (hirsuta) in genere è assegnato a delle piante coperte di peli duri e setolosi.
Il primo botanico a riprendere questo nome in tempi moderni fu Joseph Pitton de Tournefort (Aix-en-Provence, 5 giugno 1656 – Parigi, 28 dicembre 1708), mentre il nome scientifico della specie è stato definito da Linneo (1707 – 1778) biologo e scrittore svedese, considerato il padre della moderna classificazione scientifica degli organismi viventi, nella pubblicazione "Species Plantarum - 2: 575" del 1753.

## Descrizione

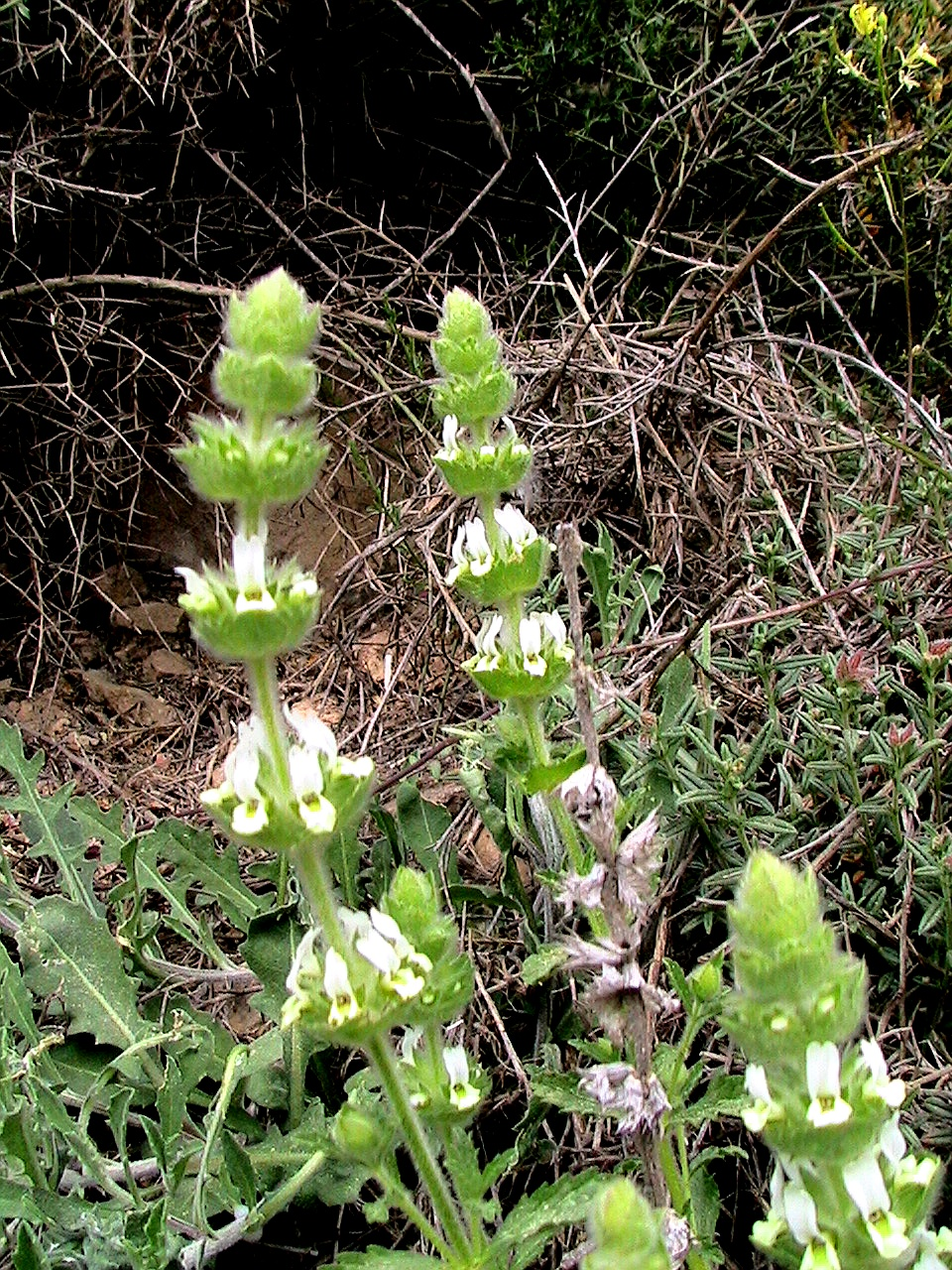
Il portamento

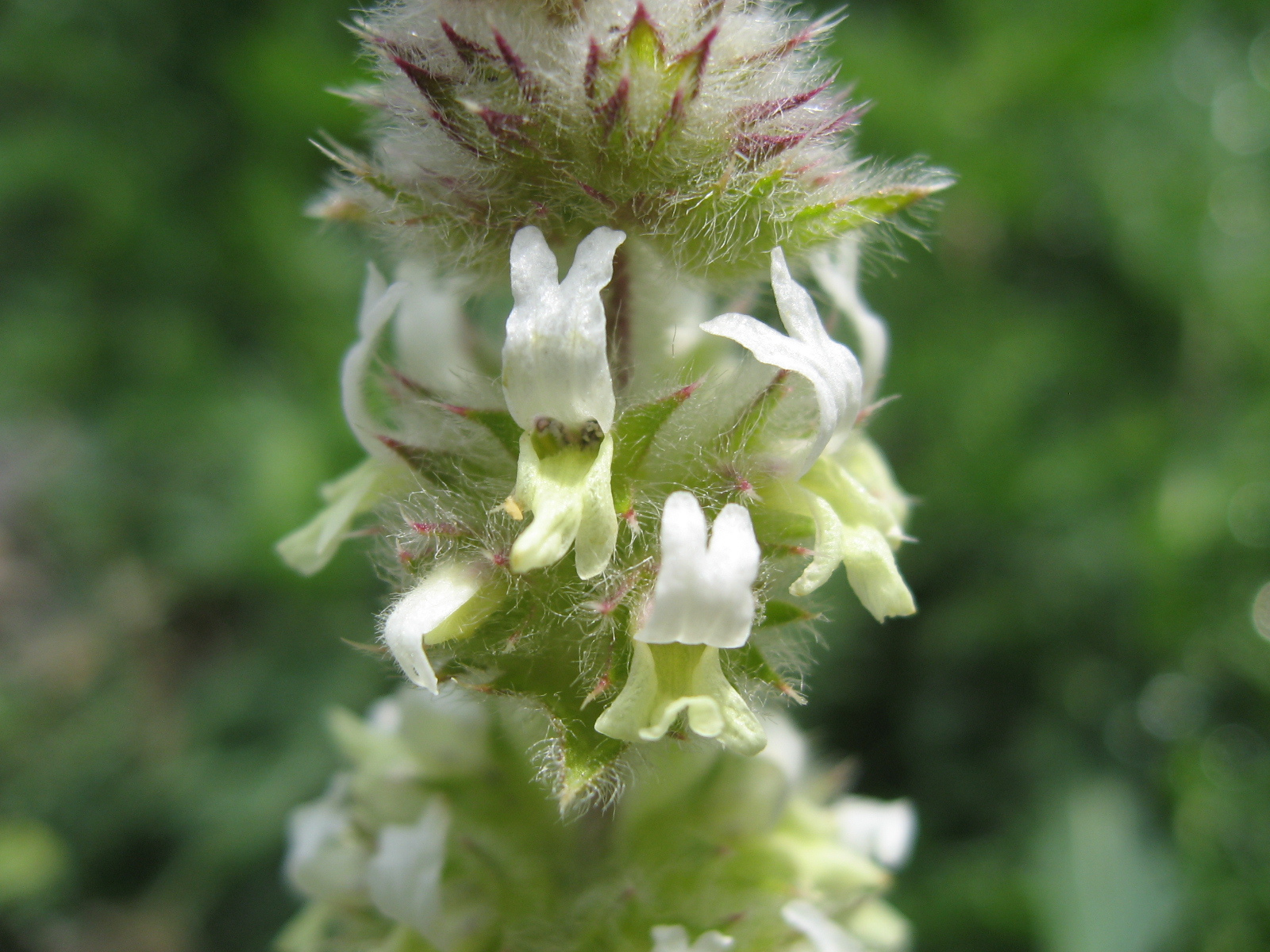
Infiorescenza

Queste piante arrivano ad una altezza massima di 2 - 5 dm. La forma biologica è camefita suffruticosa (Ch suffr), sono piante perenni e legnose alla base, con gemme svernanti poste ad un'altezza dal suolo tra i 2 ed i 30 cm (le porzioni erbacee seccano annualmente e rimangono in vita soltanto le parti legnose). L'abito è più o meno lanoso o mollemente peloso.

### Radici
Le radici in genere sono secondarie da rizoma.

### Fusto
La parte aerea del fusto è legnosa e strisciante, mentre i rami fioriferi sono ascendenti con superficie più o meno pelosa. La sezione del fusto è quadrangolare a causa della presenza di fasci di collenchima posti nei quattro vertici, mentre le quattro facce sono concave.

### Foglie
Le foglie lungo il fusto sono disposte in modo opposto a due a due. Ogni verticillo è alterno a quello precedente. La forma delle foglie è da lineare-spatolata a oblanceolata o anche da ovale-oblunga a obovata-cuneiforme. La superficie è da villoso-tomentosa a villoso-irsuta, anche con peli ghiandolari. I bordi sono interi con 1 - 3 denti profondi per lato. Dimensione delle foglie: larghezza 0,5 – 1 cm; lunghezza 1 – 2 cm.

### Infiorescenza
L'infiorescenza è portata in vari verticilli (da 6 a 12) di tipo tirsoide disposti in posizione ascellare e sovrapposti lungo il fusto. Ogni verticillo è composto da più fiori (circa 6) disposti circolarmente e poggianti su due grandi brattee (le brattee sono differenti dalle foglie) lievemente staccate dall'infiorescenza vera e propria. Le brattee del verticillo seguente sono disposte in modo alternato; i verticilli sono distanziati e interrotti alla base. Le brattee hanno delle forme più o meno cordate con denti acuti aristati e bordi irti di spine. Non sono presenti le bratteole. Dimensione delle brattee: larghezza 1 cm; lunghezza 1 - 1,5 cm. Dimensione medie dell'infiorescenza: larghezza 1,2 - 2,2 cm; lunghezza 8 – 26 cm.

### Fiore
I fiori sono ermafroditi, zigomorfi (il calice è più o meno attinomorfo), tetraciclici (con i quattro verticilli fondamentali delle Angiosperme: calice– corolla – androceo – gineceo) e pentameri (calice e corolla sono formati da cinque elementi). Lunghezza del fiore: 8 – 10 mm.
- Formula fiorale. Per questa specie la formula fiorale della famiglia è la seguente:

X, K (5), [C (2+3), A 2+2], G (2), supero, drupa, 4 nucole
- Calice: i cinque sepali del calice sono concresciuti (calice gamosepalo) in una forma cilindrica. Il calice termina con dei denti triangolari, acuti e aristati e in questa specie un po' ineuguali in quanto quelli superiori formano quasi un labbro (struttura 1/4 e quindi simmetria più o meno zigomorfa). La superficie del calice è ricoperta da peli patenti ed è percorsa da 10 nervature longitudinali; la gola spesso è barbata internamente. Il calice è persistente.
- Corolla: i cinque petali sono quasi completamente fusi (corolla gamopetala) in un'unica corolla pubescente formata da un tubo obliquo, completamente rinchiuso nel calice e terminante da due evidenti labbra molto sviluppate derivate da 5 lobi (la struttura è 2/3). Il labbro superiore è piatto, bilobo o bifido e ben sviluppato, in questo modo protegge gli organi di riproduzione dalle intemperie e dal sole. Il labello (il labbro inferiore) è anch'esso ben sviluppato e piegato verso il basso per fare da base di “atterraggio” agli insetti pronubi; è inoltre trilobo. Le fauci internamente sono circondate da un anello di peli (caratteristica comune a molte "labiate" che ha lo scopo di impedire l'accesso ad insetti più piccoli e non adatti all'impollinazione). La corolla è bicolore in genere giallo-pallida (il labbro superiore è bianco, quello inferiore è giallo). Lunghezza del tubo: 7 mm. Lunghezza delle labbra: 5 mm.
- Androceo: l'androceo possiede quattro stami didinami generalmente corti (quelli anteriori sono più lunghi) tutti fertili e completamente inclusi nella corolla e posizionati sotto il labbro superiore. I filamenti sono adnati alla corolla. Le antere sono ravvicinate a coppie e sono biloculari; quelle degli stami superiori hanno antere a logge opposte. Le teche sono più o meno distinte e confluenti; la deiscenza è logitudinale. I granuli pollinici sono del tipo tricolpato o esacolpato. Il nettario a forma di disco è ricco di sostanze zuccherine.
- Gineceo: l'ovario, profondamente quadri-lobato, è supero formato da due carpelli saldati (ovario bicarpellare) ed è 4-loculare per la presenza di falsi setti. La placentazione è assile. Gli ovuli sono 4 (uno per ogni presunto loculo), hanno un tegumento e sono tenuinucellati (con la nocella, stadio primordiale dell'ovulo, ridotta a poche cellule).[14] Lo stilo inserito alla base dell'ovario (stilo ginobasico) è del tipo filiforme ed è incluso nella corolla. Lo stigma è bifido con lobi ineguali (uno è cilindrico e l'altro è allargato e abbraccia la base del primo).
- Fioritura: da luglio ad agosto.

### Frutti
Il frutto è una nucula acheniforme (schizocarpo); più precisamente è una drupa (ossia una noce) con quattro semi (uno per ovulo derivato dai due carpelli divisi a metà). Questo frutto nel caso delle Lamiaceae viene chiamato “clausa”. Le quattro parti in cui si divide il frutto principale, sono ancora dei frutti (parziali) ma monospermici (un solo seme) e privi di endosperma. La forma è trigona, cuneato-obovata, arrotondata all'apice con superficie liscia e glabra. I frutti si trovano all'interno del calice che può essere persistente.  Dimensione delle nucule: larghezza 1,6 – 2 mm; lunghezza 2,3 - 2,7 mm.

## Riproduzione
- Impollinazione: l'impollinazione avviene tramite insetti (impollinazione entomogama): ditteri, imenotteri e più raramente lepidotteri.[15][16]
- Riproduzione: la fecondazione avviene fondamentalmente tramite l'impollinazione dei fiori (vedi sopra).
- Dispersione: i semi cadendo a terra (dopo essere stati trasportati per alcuni metri dal vento – disseminazione anemocora) sono successivamente dispersi soprattutto da insetti tipo formiche (disseminazione mirmecoria).[17] Per questo scopo i semi hanno una appendice oleosa (elaisomi, sostanze ricche di grassi, proteine e zuccheri) che attrae le formiche durante i loro spostamenti alla ricerca di cibo.[18]

## Distribuzione e habitat

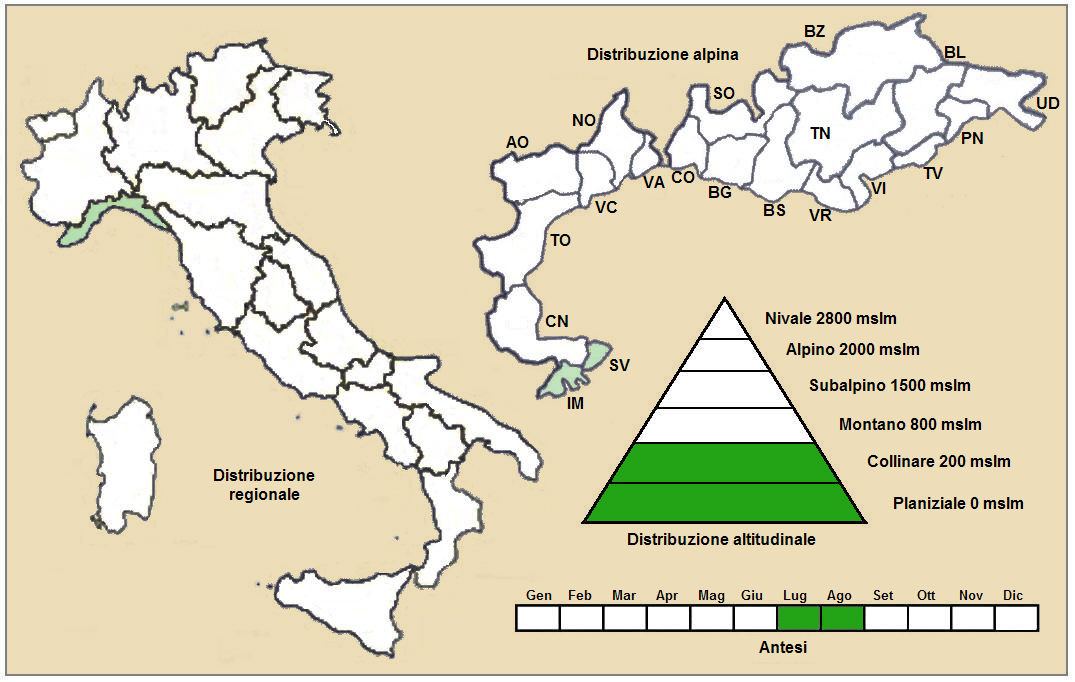
Distribuzione della pianta
(Distribuzione regionale – Distribuzione alpina)

- Geoelemento: il tipo corologico (area di origine) è Ovest - Mediterraneo.
- Distribuzione: in Italia questa specie è rara ed è presente solamente in Liguria (ma non più segnalata negli ultimi anni[19]). Fuori dall'Italia, nelle Alpi, questa specie si trova in Francia (dipartimenti di Alpes-de-Haute-Provence, Hautes-Alpes, Alpes-Maritimes e Drôme). Sugli altri rilievi europei collegati alle Alpi si trova nei Pirenei.[20] Questa specie è presente anche in Marocco.[21]
- Habitat: l'habitat tipico per questa pianta sono i pascoli sassosi e prati aridi; ma anche gli ambienti ruderali, le scarpate e le garighe basse. Il substrato preferito è calcareo ma anche calcareo/siliceo con pH neutro, medi valori nutrizionali del terreno che deve essere arido.[20]
- Distribuzione altitudinale: sui rilievi queste piante si possono trovare fino a 800 m s.l.m.; frequentano quindi il seguente piano vegetazionale: collinare (oltre a quello planiziale – a livello del mare).

### Fitosociologia
Dal punto di vista fitosociologico alpino Sideritis hirsuta appartiene alla seguente comunità vegetale:
- Formazione: comunità delle lande di arbusti nani e delle torbiere.

- Classe: Rosmarinetea

## Tassonomia
La famiglia di appartenenza della specie (Lamiaceae), molto numerosa con circa 250 generi e quasi 7000 specie, ha il principale centro di differenziazione nel bacino del Mediterraneo e sono piante per lo più xerofile (in Brasile sono presenti anche specie arboree). Per la presenza di sostanze aromatiche, molte specie di questa famiglia sono usate in cucina come condimento, in profumeria, liquoreria e farmacia. Il genere Sideritis comprende più di 150 specie distribuite dalla Macaronesia alla Cina attraverso la Russia e il Tibet, cinque delle quali vivono spontaneamente in Italia. Nell'ambito della famiglia il genere Sideritis è descritto all'interno della tribù Stachydeae Dumort., 1827 (sottofamiglia Lamioideae Harley, 2003). Nelle classificazioni meno recenti la famiglia Lamiaceae viene chiamata Labiatae.

Il numero cromosomico di S. hirsuta è: 2n = 28, 34.

### Sottospecie
Per questa specie alcune checklist riconoscono la seguente sottospecie:
- Sideritis hirsuta  subsp. gypsicola  Cirujano & al, 1966. - Distribuzione: Spagna

### Sinonimi
Questa entità ha avuto nel tempo diverse nomenclature. L'elenco seguente indica alcuni tra i sinonimi più frequenti:
- Fracastora hirsuta (L.) Bubani
- Sideritis hirsuta var. altilabra  Pau ex Font Quer
- Sideritis hirsuta f. bracteosa  Willk.
- Sideritis hirsuta  subsp. hirtula  (Brot.) P.Silva
- Sideritis hirsuta var. hirtula  (Brot.) Briq.
- Sideritis hirsuta var. maroccana  Coss. ex Batt.
- Sideritis hirsuta var. nivalis  Font Quer
- Sideritis hirsuta  subsp. nivalis  (Font Quer) Socorro, I.Tarrega & Zafra
- Sideritis hirsuta  subsp. tomentosa  (Pourr.) Nyman
- Sideritis hirsuta var. tomentosa  (Pourr.) Lapeyr.
- Sideritis hirsuta var. vallisoletana  Sennen & Pau
- Sideritis hirsuta  subsp. vulgaris  (Willk.) Coulomb
- Sideritis hirsuta var. vulgaris  Willk.
- Sideritis hirtula  Brot.
- Sideritis hispanica  Mill.
- Sideritis hyssopifolia var. australis  Coulomb
- Sideritis hyssopifolia f. corbariensis  Coulomb
- Sideritis hyssopifolia  subsp. hirtula  Nyman
- Sideritis moorei  Peris & al.
- Sideritis nemausensis  Jord. & Fourr.
- Sideritis obonisriveraeque  Stübing & al.
- Sideritis rossii  Peris & al.
- Sideritis rotundifolia  Willd. ex Benth.
- Sideritis scordioides  subsp. hirtula  (Brot.) Nyman
- Sideritis tomentosa  Pourr.
- Sideritis tomentosa  Ucria
- Sideritis vulgaris  (Willk.) Coulomb & J.-M.Tison

### Specie simili
Una specie molto simile a quella di questa voce è Sideritis hyssopifolia L.. Quest'ultima si distingue per l'altezza un po' minore,  per le foglie più lunghe con denti meno pronunciati, per l'infiorescenza più densa e per le brattee a forma ovale.

## Altre notizie
La siderite irsuta in altre lingue è chiamata nei seguenti modi:
- (DE)  Behaartes Gliedkraut
- (FR)  Crapaudine hérissée